# Estádio Plan de San Luis
O Plan de San Luis é um estádio olímpico e de futebol situado na cidade de San Luis Potosí no México. É também conhecido como El Coloso de Alamitos (O Colosso de Alamitos), por localizar-se na colônia de mesmo nome (como é o caso de outros estádio do México).
O estádio é de propriedade do Governo do Estado de San Luis Potosí. Na década de 1990 quem mandava os seus jogos no Plan era o San Luis, que agora possui o seu próprio estádio, o Alfonso Lastras Ramírez. Na atualidade o estádio é utilizado nos jogos do Atlético Potosino.

## Localização
Seguem os dados básicos da localização do estádio:
- Cidade: San Luis Potosí
- Estado: San Luis Potosí
- Localização: Av. Mariano Jiménez S/N.º, Col. Jardines del estadio